# Daniël Mensch
Daniël Theodoor Mensch (født 4. oktober 1978 i Sliedrecht) er en hollandsk tidligere roer.
Mensch var med i den hollandske otter, der vandt sølv ved OL 2004 i Athen efter en finale, hvor USA vandt guld mens Australien tog bronzemedaljerne. Resten af den hollandske båd bestod af Matthijs Vellenga, Gijs Vermeulen, Jan-Willem Gabriëls, Geert-Jan Derksen, Gerritjan Eggenkamp, Diederik Simon, Michiel Bartman og styrmand Chun Wei Cheung. Sølvmedaljerne kom i hus, efter at hollænderne var blevet nummer to i sit indledende heat og derpå vandt deres opsamlingsheat. I finalen kom hollænderne langsomt fra start og var blot nummer fem midtvejs, inden de i sidste halvdel af løbet var hurtigst og ved målstregen var lidt over et sekund efter de amerikanske vindere, men mere end halvandet sekund foran australierne på tredjepladsen.
Han vandt desuden en VM-sølvmedalje i otter.

## OL-medaljer
- 2004:  Sølv i otter